# Pasat
Pasat  (ucraniano: Пасат) es una localidad del Raión de Podilsk en el Óblast de Odesa de Ucrania. Según el censo de 2001, tiene una población de 703 habitantes.